# Grau API
O Grau API (em inglês, API Gravity) é uma escala que mede a densidade dos líquidos derivados do petróleo. Foi criada pelo American Petroleum Institute - API, juntamente com a National Institute of Standards and Technology (NIST) e utilizada para medir a densidade relativa de líquidos. Quanto maior for a densidade do óleo, menor será seu grau API.

## Formulação
É obtido pela fórmula:
{\displaystyle {^{o}}{\mbox{API}}={\frac {141.5}{\rho }}\ -131.5}
em que {\displaystyle {\rho }} é a densidade relativa do petróleo com à água a 60 °F (15,56 °C).
{\displaystyle {\rho }={\frac {\rho _{\text{óleo cru}}}{\rho _{{\text{H}}_{2}{\text{O}}}}}}
A escala API, medida em graus, varia inversamente à densidade relativa, isto é, quanto maior a densidade relativa, menor o grau API. O grau API é maior quando o petróleo é mais leve. Se o grau API for superior a 10, o petróleo flutua na água. Se for menor que 10, o petróleo é mais denso que a água e afunda.
Petróleos com grau API maior que 31 são considerados leves; entre 22 e 31 graus API, são médios; abaixo de 22 graus API, são pesados; com grau API igual ou inferior a 10, são petróleos extrapesados. Quanto maior o grau API, maior o valor do petróleo no mercado, pois, sendo mais leve, ele fornece derivados de maior valor agregado e tem um processo de refino mais barato.
O petróleo encontrado pela Petrobras no campo petrolífero de Tupi (bacia de Santos) em novembro de 2007 foi testado e classificado como 28º API, ao contrário do que é frequentemente dito é do tipo médio e não leve. Um dos motivos para a sua divulgação como leve é a comparação com a média da densidade do petróleo nacional.

## Classificação do petróleo segundo a Classificação UOP
A empresa UNIVERSAL OIL PRODUCTS COMPANY (UOP), desenvolveu uma classificação denominada fator de caracterização UOP (KUOP), conforme definido abaixo:
{\displaystyle KUOP={\sqrt[{3}]{T{b}/d}}}
onde Tb é a temperatura de ebulição médio molar em graus rankine (F+460) e d é densidade da amostra a 60/60 °F.
•KUOP ≥ 12 (petróleo predominantemente parafínico) 
•KUOP ≤ 11,8 (petróleo predominantemente naftênico)
•KUOP ≤ 10 (petróleo predominantemente aromático)